# はにぽん
はにぽん（ラテン文字表記：HANIPON）は、埼玉県本庄市公式PRマスコットキャラクター（ゆるキャラ）。
本庄市のコミュニティバス『はにぽんシャトル』、デマンド型交通『はにぽん号』の名称は「はにぽん」に由来し、バスの車体にも「はにぽん」のイラストがラッピングされている。

## プロフィール
- 高さ（着ぐるみ）は約2 m、幅1.32 m[1]
- 誕生日は、「はにわ」にちなんで8月28日[2]
- 性格は、元気いっぱいで正義感が強い。少しおっちょこちょい。
- 趣味は、古墳巡りをすること。
- 特技は、元気がない人を笑顔にすること。
- 悩みは、カブトムシに間違えられること。
- ゆる玉応援団に加盟している（団員No.44）[3]。
- 2017年10月1日から本庄市広報観光大使の井上小百合[注 1]が「はにぽんアンバサダー」を務めている。

## キャラクター誕生
2010年に本庄市マスコットキャラクター実行委員会（委員長は市長の吉田信解）がデザインを募集し、1150点の中から東京都中野区在住のグラフィックデザイナーである先崎淳の作品に決まり、続いて愛称応募により、718点が集まり、10月22日に「はにぽん」と発表され、着ぐるみも公開された。
はにぽんの愛称は9人で応募されたもので、その代表として、市内の司法書士である中兼康浩が出た。採用されたデザイナーの先崎淳は「（モデルとなった本庄市出土の）埴輪の笑顔がキャラクターにふさわしいと思いデザインした」とコメントし、愛称が採用された中兼康浩は、「ひらめきで、『ん』がつくと語呂がいい」と思ったとコメントをしている。
名前の由来は、埴輪の「はに」と本庄市の「ほん」で、「はにぽん（埴本）」。

### モデルとなった埴輪
デザインのモデルとなったのは、1998年に市内にある旭・小島古墳群の小島前の山古墳（調査後に取り壊され、現存しない）の発掘調査で出土した「笑う盾持人物埴輪」で、1999年にマスコミなどで話題をまいた（1999年当時の読売新聞の一面をかざる）。この埴輪はのちに市指定文化財となる（旭・小島古墳群も参照）。

## 活動展開
- 初出動は2010年で、本庄早稲田駅周辺で開かれた「本庄早稲田の杜 まちびらきフェスタ」[6]。
- 2012年2月18日（土曜日）に日本テレビで放送された『世界一受けたい授業 試験シーズンスペシャル』（歴史の授業）に出演。
- 2013年にはフランスパリに行き交流[10]。これはモデルとなった笑う盾持人埴輪が前年の12年に『笑いの日本美術史 -縄文から19世紀まで-』において出品された[注 2]縁からで、当初は着ぐるみが行く予定であったが、高さ40センチの人形バージョンが作られ、赴いた[10]。
- 2014年度のゆるキャラグランプリでは67位[11]。
- 2015年度のゆるキャラグランプリでは大幅にランクが上がり8位となり、最終的に7位となる（前年から60位も上がるという）大躍進を果たした（15年度のゆるキャラ#ゆるキャラグランプリの表も参照）。
- 2016年度のゆるキャラグランプリでは（前年の有力候補の辞退もあり）、初日（7月）から1位だったが、8月から2位になり[12]、10月に再び1位[13]という結果をたどったが、最終的に2位（準グランプリ）という結果になり、ぐんまちゃん（14年度グランプリ）から銀メダルを授与された[14]。